# Robert McLachlan (wielrenner)
Robert McLachlan (Canberra, 17 april 1971) is een Australisch wielrenner.

## Overwinningen
1991
- 5e etappe Ronde van Zweden

2003
- Tour van Baw Baw
- Tour van de Otway Ranges
- Latrobe Carnival
- 3e etappe Tour van de Sunraysia

2004
- 2e en 3e etappe Canberra Tour
- Latrobe Carnival
- Tour of Baw Baw
- 4e, 10e en 11e etappe Herald Sun Tour

2005
- 2e etappe en Eindklassement Canberra Tour
- 3e en 6e etappe Tour de Korea
- 3e, 7e, 8e en 9e etappe Tour van Gippsland
- 5e en 7e etappe Tour van Tasmania
- 1e in 1e etappe Tour van de Murray River
- Eindklassement UCI Oceania Tour

2006
- 1e, 2e, 3e en 7e etappe Tour de Taiwan
- 1e en 3e etappe en eindklassement Tour van Chong Ming Island
- 1e en 3e etappe en eindklassement Canberra Tour
- 2e en 6e etappe Tour de Korea
- 2e, 4e en 5e etappe en eindklassement Tour van de Murray River
- Grafton - Inverell
- Melbourne - Warnambool
- 2e, 4e, 8e en 9e etappe Tour van Tasmania
- 2e etappe Tour of Southland

2007
- 6e etappe Tour de Taiwan
- Eindklassement UCI Oceania Tour

## Ploegen
- 2005-MG XPower Presented by BigPond
- 2006-Drapac Porsche
- 2007-Drapac-Porsche Development Program

Banson · Dempster · Docker · Lapthorne · McLachlan · Murchie · Shaw · Thorsen · Thuaux · Windsor · Young
Docker · D.Drapac · Grinter · Lapthorne · McLachlan · Munro · Murchie · O'Brien · Shaw · Southam · Thorsen · Thuaux · Williams · Windsor